# Китът
„Китът“ (на английски: The Whale) е американска психологическа драма от 2022 година на режисьора Дарън Аронофски.

## Сюжет
Внимание:  Текстът по-долу разкрива сюжета на произведението (или части от него)!
Чарли е отшелник, който страда от болестно затлъстяване. Той преподава на студенти онлайн курсове по английски език и литература, но никога не включва уеб камерата си, срамувайки се от неприятния си вид. Неговата медицинска сестра и единствена приятелка Лиз постоянно го убеждава да отиде в болницата за лечение на хронична сърдечна недостатъчност, но Чарли винаги отказва да започне лечение, уж поради липса на застраховка. Скоро Чарли успява да се срещне с дъщеря си, която го мрази, и той се опитва да установи контакт с нея...

## Актьорски състав
| Актьор          | Роля                                                           |
| --------------- | -------------------------------------------------------------- |
| Брендън Фрейзър | Чарли – учител по английски език и литература със затлъстяване |
| Сейди Синк      | Ели – ученичка, дъщеря на Чарли                                |
| Джейси Синк     | младата Ели                                                    |
| Хонг Чау        | Лиз – медицинска сестра и единствената приятелка на Чарли      |
| Тай Симпкинс    | Томас – млад християнски мисионер                              |
| Саманта Мортън  | Мери – бившата съпруга на Чарли и майката на Ели               |
| Сатя Шридхаран  | Дан – разносвач на пица от ресторант                           |